# 밋첼 뮬래니
밋첼 뮬래니(Mitch Mullany, 1968년 9월 20일 ~ 2008년 5월 25일)는 미국의 희극 배우, 각본가, TV 사회자, 영화배우, 텔레비전 배우이다.
오클랜드에서 태어났으며 로스앤젤레스에서 사망하였다. 사인은 뇌졸중이다.

## 영화
- 피너츠 송 (2002년) - 크레이그 역